# Pingüí reial

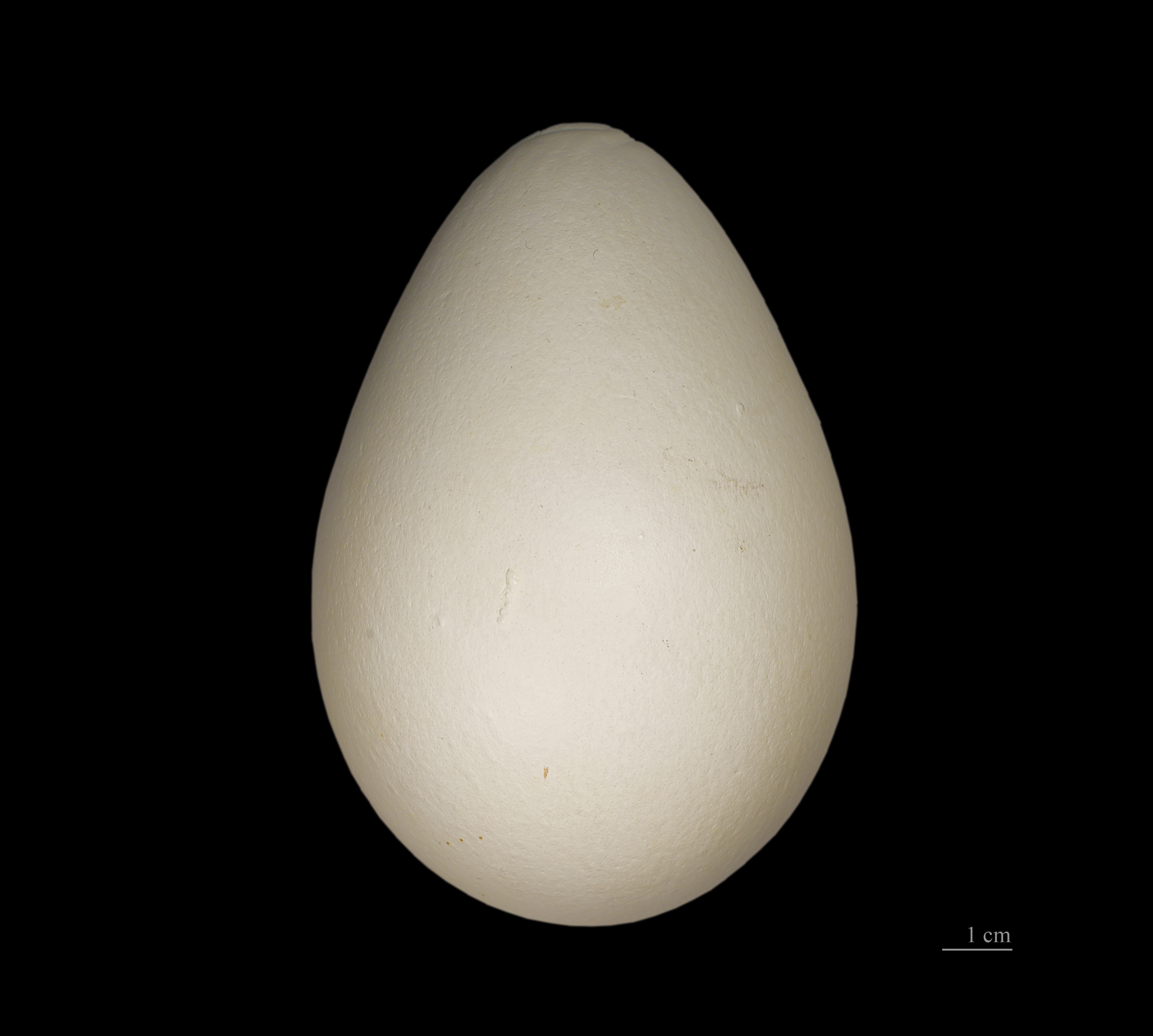
Aptenodytes patagonicus

El pingüí reial (Aptenodytes patagonicus) és un ocell marí de la família dels esfeníscids (Spheniscidae), habitant de zones subantàrtiques. És el segon pingüí més gros després del pingüí emperador.

## Morfologia
- És un pingüí gros, que fa 91 – 96 cm de llargària i 11 – 16 kg de pes.
- Negre o gairebé negre en parts superiors, galtes i gola. La zona negra de la part anterior del coll limita amb una zona taronja que s'estén cap als costats posteriors del cap, en una taca de forma el·líptica. Part anterior del coll també taronja i la resta de les parts inferiors blanques, amb una estreta línia negra a cada costat del pit.[1]
- Bec llarg i negre, amb una línia taronja en la base de la mandíbula inferior. Potes negres.
- Els joves són semblants, però amb les taques del coll d'un color més groc i el bec negre.

## Reproducció
Com l'altra espècie del gènere Aptenodytes, no fa niu i manté l'únic ou sobre els peus, dins d'un plec de pell, si bé no cria en llocs tan meridionals. Ponen un únic ou durant l'estiu austral, que ambdós pares coven en períodes d'unes dues setmanes, durant 53 – 55 dies. Les cries romanen amb els pares 10 – 13 mesos.

## Hàbitat i distribució
Són ocells adaptats al mar obert, però que no s'allunyen massa de les illes en què crien, situades entre 45° - 55° S.

## Llista de subespècies
Se n'han distingit dues subespècies:
- A. p. patagonicus Miller, JF, 1778, que cria a les Malvines i Geòrgia del Sud.
- A. p. halli Mathews, 1911, que cria a les illes Kerguelen, Crozet, Príncep Eduard, Heard, i Macquarie.